# MACD
El indicador MACD (Moving Average Convergence Divergence) o, en su traducción al español, Media Móvil de Convergencia/Divergencia, es un indicador de trading utilizado en el análisis técnico de los precios de las acciones, creado por Gerald Appel a finales de los años 70. Está diseñado para revelar los cambios en la fuerza, la dirección, el impulso y la duración de una tendencia en el precio de una acción.
El indicador tiene tres componentes: el MACD, la Señal o Signal y el histograma.
El primer componente, MACD, es la diferencia entre dos medias móviles exponenciales de diferente longitud.: el primer promedio es un promedio rápido que es más sensible a los movimientos del precio en el corto plazo y el segundo es un promedio de mediano plazo. Lo habitual es usar la diferencia entre el promedio móvil de 12 periodos y el de 26 periodos, aunque se pueden tomar otros valores.
Su fórmula viene dada por:
```
                MACD=PME(12)-PME(26), donde PME es Promedio Móvil Exponencial.
```

El segundo componente es la Señal o Signal, la cual corresponde al promedio móvil exponencial del MACD calculado anteriormente y se utiliza como señal para iniciar o cerrar una posición. El parámetro más común es 9 periodos. Su fórmula es:
```
                Señal=PME(9,MACD)
```

El tercer componente es el Histograma, el cual corresponde a la diferencia entre el MACD y la Señal y sirve como indicador para iniciar o cerrar una posición. Su fórmula es:
```
                Histograma= MACD-Señal
```

## Interpretación

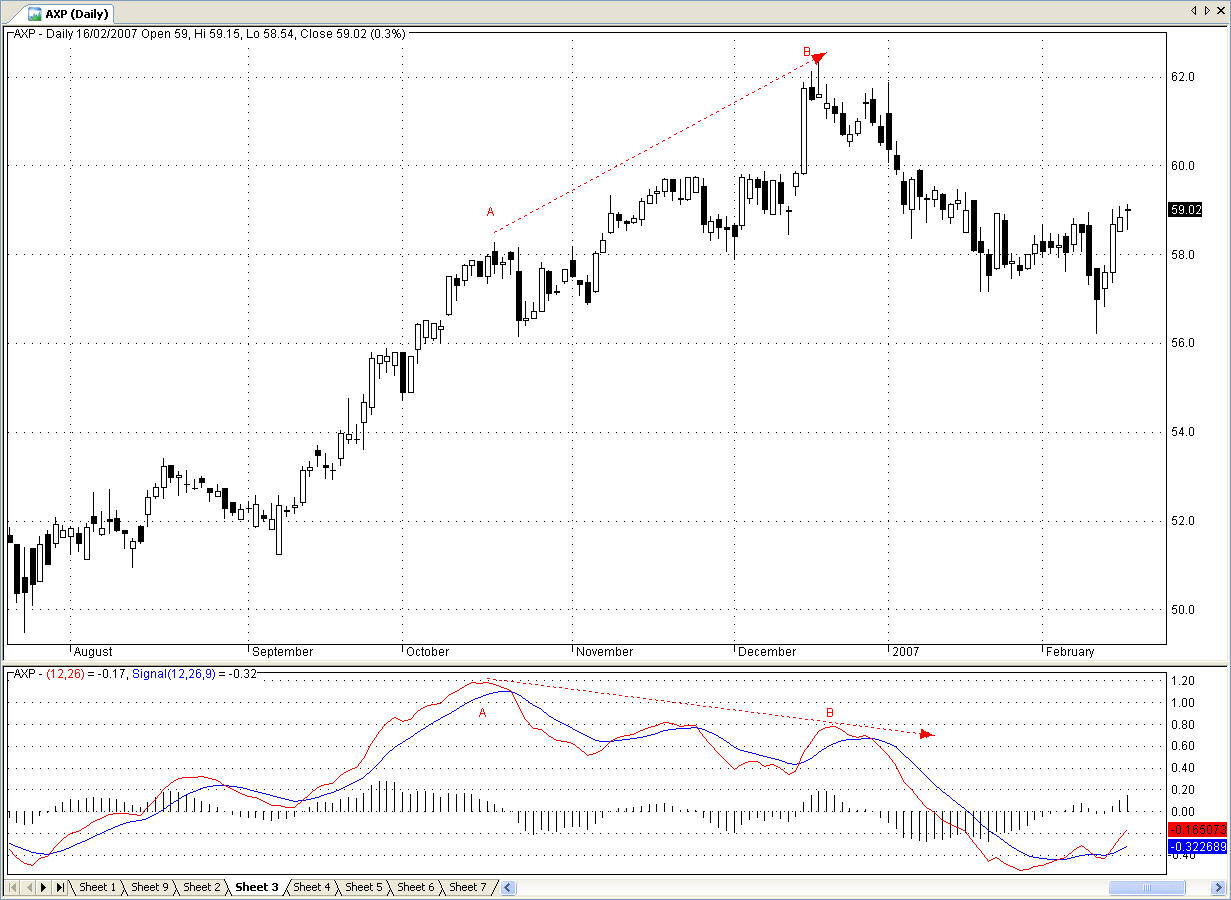
Divergencia Negativa

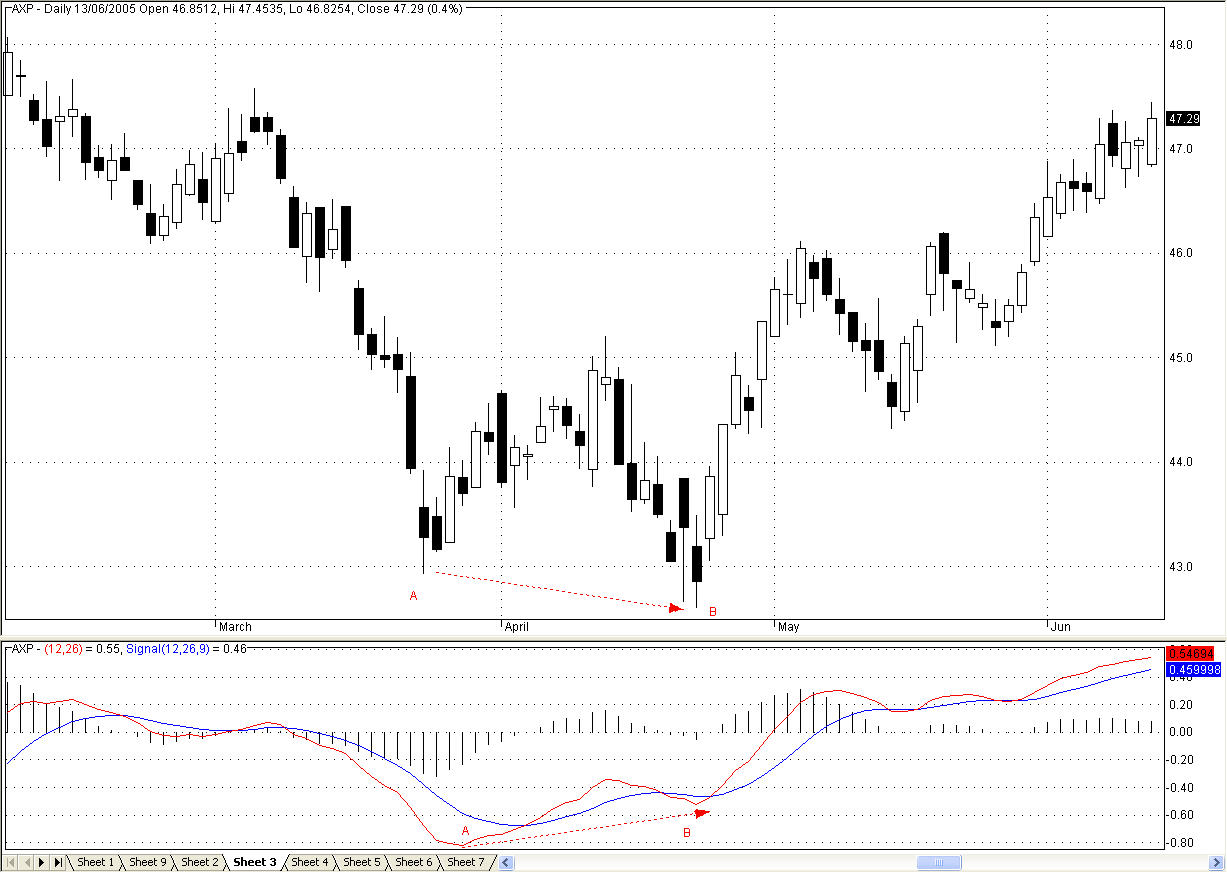
Divergencia Positiva

Hay varias formas de interpretar este indicador:
- Cuando la línea MACD (azul) cruza hacia arriba la Señal (línea roja) se da una señal de compra.

- Cuando la línea MACD (azul) cruza hacia abajo la Señal (línea roja) se da una señal de venta.

- También se puede esperar a confirmar la señal cuando el MACD cruce la línea cero; sin embargo, esto puede ser muy tarde. Sin embargo, es un punto de referencia muy utilizado cuando se utilizan estrategias combinadas. Por ejemplo, cuando se combinan cruces de medias móviles con el MACD.[6]

- Cuando hay una divergencia entre el comportamiento del MACD y el comportamiento del precio.
  - Divergencia Negativa: el indicador alcanza máximos más bajos y el precio alcanza máximos más altos. Esto indica que la fuerza del movimiento del precio se está acabando. Un ejemplo de esto se ve en la gráfica en los puntos señalados como A y B. En el punto B el precio alcanza su máximo, sin embargo el indicador MACD presenta un máximo local más bajo que en el punto A. Esto da una señal de venta, que se ve reflejada en una caída del precio de la acción.
  - Divergencia Positiva: el indicador alcanza mínimos más altos y el precio alcanza mínimos más bajos. La explicación es análoga a la presentada en el caso de la divergencia negativa; en este caso se da una señal de compra.

- Otra forma de ver divergencias es con el histograma:
  - El histograma empieza a caer cuando el precio continua subiendo, lo cual señala una divergencia negativa y por lo tanto genera una señal de venta.
  - El histograma empieza a subir cuando el precio continua descendiendo, lo cual señala una divergencia positiva y por lo tanto genera una señal de compra.